# 自然科学研究機構
大学共同利用機関法人自然科学研究機構（しぜんかがくけんきゅうきこう、英語: National Institutes of Natural Sciences、略称：NINS）は、国立大学法人法により設立された大学共同利用機関法人。国立天文台、核融合科学研究所、分子科学研究所、基礎生物学研究所、生理学研究所などから成る。主たる事務所を東京都港区虎ノ門に有する。総合研究大学院大学の大学院生に対する教育も実施している。

## 研究組織
組織構成から分かるように、自然科学の幅広い領域を研究対象としているとともに、国際的な研究活動が行われている。研究活動は各研究所にて実施。各研究所における実務は、各研究所の名称が示すとおりの研究活動を実施している。
東京都三鷹市
- 国立天文台 - 天体科学
- 新分野創成センター - 5研究所共同による先端的新分野研究
- アストロバイオロジーセンター - 生命の起源や進化の研究
- 国際連携研究センター - 国際連携の取組みの推進・支援

岐阜県土岐市
- 核融合科学研究所 - 核融合基礎研究

愛知県岡崎市
- 分子科学研究所 - 基礎分子科学研究
- 基礎生物学研究所 - 基礎生物学研究
- 生理学研究所 - 基礎医学研究
- 岡崎共通研究施設 - 上記3研究所の共通利用施設
- 生命創成探究センター - 自然科学研究機構直轄の分野横断型生命科学研究

## 事務組織
- 本部事務局 （東京都港区）
- 天文台事務部 （東京都三鷹市）
- 核研管理部 （岐阜県土岐市）
- 岡崎統合事務センター （愛知県岡崎市）

本部事務局は、行政機関である文部科学省への報告並びに指示を受ける機関である。
三鷹、土岐、岡崎の各キャンパスにある事務所は、経理などの管理業務を行っている。

## 沿革
大学の研究者などが共同で研究を進めるための機関として、相次いで設立された研究所が、2004年度の国立大学法人化に合わせ、統合及び法人化されて現在の機構になった。
1988年、総合研究大学院大学の設立に伴い、総合研究大学院大学の基盤機関として、大学院生に対する教育が開始された。
- 1888年 - 東京帝国大学理学部附属東京天文台を設立
- 1961年 - 名古屋大学プラズマ研究所を設立
- 1975年 - 文部省分子科学研究所を設立
- 1977年 - 生物科学総合研究機構を設立(基礎生物学研究所、生理学研究所)
- 1981年 - 生物科学総合研究機構と文部省分子科学研究所を岡崎国立共同研究機構に改組
- 1988年 - 東京大学東京天文台を文部省国立天文台に改組
- 1989年 - 名古屋大学プラズマ研究所など3機関を移管統合し、文部省核融合科学研究所を設立
- 2000年 - 岡崎統合バイオサイエンスセンターを設立
- 2004年 - 統合再編及び法人化により、大学共同利用機関法人自然科学研究機構を設立
- 2009年 - 新分野創成センターを設立[3]
- 2015年 - アストロバイオロジーセンターを設立[4]
- 2018年
  - 4月1日 - 生命創成探究センターを設立
  - 8月1日 - 国際連携研究センターを設立[5]

## 歴代機構長
| 代   | 氏名     | 就任日       | 退任日        | 備考 |
| ---- | -------- | ------------ | ------------- | ---- |
| 初代 | 志村令郎 | 2004年4月1日 | 2010年3月31日 |      |
| 2代  | 佐藤勝彦 | 2010年4月1日 | 2016年3月31日 |      |
| 3代  | 小森彰夫 | 2016年4月1日 | 2022年3月31日 |      |
| 4代  | 川合眞紀 | 2022年4月1日 |               |      |

## 機構の目的
天体観測や高温プラズマ物理学、生命科学、分子反応科学などの自然科学領域における基礎科学の国立研究機関を横断的に統合再編した法人が自然科学研究機構である。文部科学省の研究機関が、予算及び分野によって再編され成立した大学共同利用機関法人の１つでもある。
独立行政法人との違いとして、独立行政法人が官民共同の利用機関であるのに対して、大学共同利用機関法人は官学共同の利用法人であると説明されることがある。しかしこれは、名称からのものでしかなく、どちらの法人も産官学の連携を重視している点に変わりは無い。独立行政法人は、行政サービスの効率化を目指した運営がなされるものであり、行政の定めた研究目的を目指して研究がなされる。これに対して、大学共同利用機関法人は、学術研究の更なる発展を目指して運営が行われており、単独の大学では整備することが難しい先端研究施設を、大学の学術研究分野で研鑽を行う人々のために、国公私立を問わず提供することを目的とした国家政策に基づく法人である。現在は、産業領域においても複数の大学が連携した理論的かつ実証的研究が重視されており、大学共同利用機関法人の活用が期待されている。具体的には、医薬品や半導体デバイスのような高い水準の製品開発に繋げるために開発された化学物質等の基礎サンプルに関する検証分析や、衛星写真や顕微鏡写真などの映像を出版・放送など文化産業の分野へ提供することなどである。

## アクセス

### 岡崎市の研究所
愛知県岡崎市の各研究所は、2つのキャンパスと1つの付属施設を共有して使用している。
| 研究所               | 設立日        | 施設    |
| -------------------- | ------------- | ------- |
| 分子科学研究所       | 1975年4月22日 | A, B, C |
| 基礎生物学研究所     | 1977年5月2日  | A, B, C |
| 生理学研究所         | 1977年5月2日  | A, B, C |
| 生命創成探究センター | 2018年4月1日  | B, C    |

(A) 明大寺キャンパス
〒444-8585 愛知県岡崎市明大寺町字西郷中38。名鉄東岡崎駅から南口を出て徒歩5分程度。
(B) 山手キャンパス
〒444-8787 愛知県岡崎市明大寺町字東山5-1。東岡崎駅から南口を出て徒歩20分程度。あるいは名鉄バス「竜美丘循環」に乗り竜美北１丁目下車、所要時間5分。さらに徒歩で3分。
(C) 自然科学研究機構岡崎コンファレンスセンター
〒444-0864 愛知県岡崎市明大寺町字伝馬8-1。東岡崎駅から南口を出て徒歩10分程度。

### 国立天文台
〒181-8588 東京都三鷹市大沢2-21-1
JR中央線武蔵境駅南口3番乗り場から小田急バス境91系統京王線調布駅行き、天文台前で降車。15分程度。
京王線調布駅から北口11番乗り場から小田急バス境91系統武蔵境駅南口行き、鷹51系統三鷹駅行き。また北口12番乗り場から京王バス武91系統武蔵小金井駅行き。いずれも天文台前で降車。15分程度。

### 核融合科学研究所
〒509-5292 岐阜県土岐市下石町322-6
JR東海多治見駅3番乗り場から東濃鉄道バス研究学園都市センター行きあるいは土岐プレミアム・アウトレット行き、研究学園都市センターで下車１分。